# Ladislav Bartoníček
Ladislav Bartoníček (* 27. května 1964 Praha) je český podnikatel, šéf skupiny PPF.

## Život
Vystudoval České vysoké učení technické v Praze, konkrétně Fakultu elektrotechnickou. Absolvoval také Rochester Institute of Technology v New Yorku.
V roce 1991 začínal ve skupině PPF jako výkonný ředitel. Od roku 1996 do září 2006 byl generálním ředitelem tehdejší České pojišťovny. Od roku 2007 je minoritním akcionářem skupiny PPF. Od března 2014 do února 2018 byl generálním ředitelem biotechnologické společnosti Sotio. Po smrti zakladatele skupiny, Petra Kellnera 27. března bylo oznámeno, že Ladislav Bartoníček převezme vedení všech aktivit skupiny PPF.
Ve volném čase rád jezdí na snowboardu, hraje tenis a golf. Rovněž je frontmanem a zpěvákem občasné skupiny Brumloboys složené z manažerů PPF, hraje v ní mj. s bývalým generálním ředitelem České televize Petrem Dvořákem.